# Monoclona forcipata
Monoclona forcipata är en tvåvingeart som beskrevs av Gabriel Strobl 1909. I den svenska databasen Dyntaxa används istället namnet Monoclona braueri. Monoclona forcipata ingår i släktet Monoclona och familjen svampmyggor. Arten är reproducerande i Sverige. Inga underarter finns listade i Catalogue of Life.